# Meek-mézevő
A Meek-mézevő (Ptiloprora meekiana) a madarak osztályának verébalakúak (Passeriformes) rendjébe és a mézevőfélék (Meliphagidae) családjába tartozó faj.
A magyar név forrással nincs megerősítve, lehet, hogy a német név tükörfordítása (Meekhonigfresser).

## Előfordulása
Indonézia és Pápua Új-Guinea területén honos. A természetes élőhelye a szubtrópusi vagy trópusi nedves hegyvidékek.

## Alfajai
- Ptiloprora meekiana meekiana (Rothschild & Hartert, 1907)
- Ptiloprora meekiana occidentalis Rand, 1940

## Külső hivatkozások
- Képek az interneten a fajról
- Internet Bird Collection - videók a fajról